# 鎳資源國際

鎳資源國際控股有限公司（港交所：2889）是一家在香港交易所上市的工業公司。
前稱「中國特鋼控股有限公司」和「中國鎳資源控股有限公司」。主要從事礦石買賣業務，以及產銷鎳資源產品。

## 外部連結
- ir.nickelholdings.com （页面存档备份，存于）